# Periodo Sengoku
Il periodo Sengoku (戦国時代?, Sengoku jidai) o periodo degli Stati belligeranti o combattenti è un’epoca di vasta crisi politica che il Giappone dovette fronteggiare dal 1467 fino al 1603, tra il periodo Muromachi e quello Azuchi-Momoyama. Fu un'epoca in cui il Giappone era diviso in tanti piccoli feudi costantemente in guerra tra loro.
L'ultima battaglia fu l'assedio di Osaka, conclusosi nel giugno del 1615.

## Gekokujō

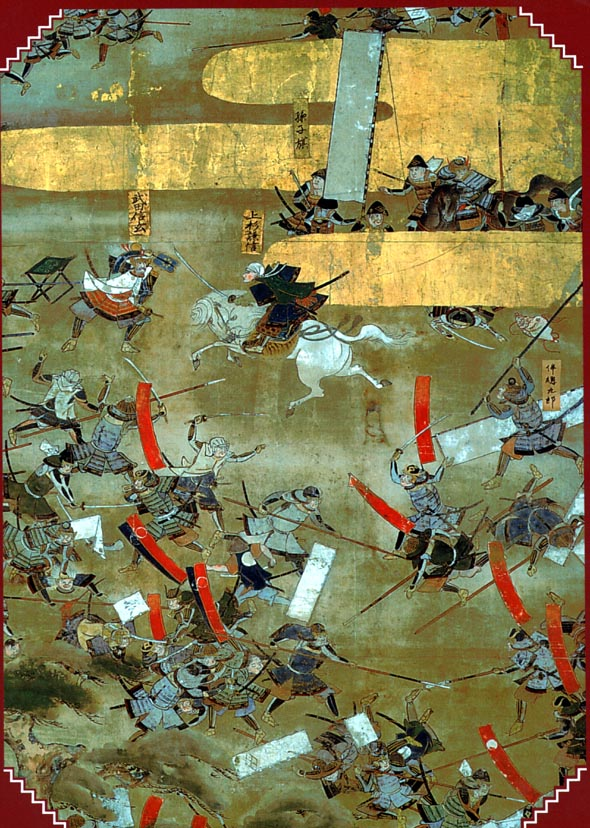
La battaglia di Kawanakajima nel 1561, in una rappresentazione dell'epoca

Il Giappone era uno Stato amministrato dallo Shōgun (il generale più forte, formalmente nominato dall'imperatore, e nei fatti più influente di quest'ultimo); da costui dipendevano i Daimyō, signori locali di rango militare, a cui dava in amministrazione vaste porzioni di terra appartenenti allo Stato. I feudi erano dei centri di potere autonomi: avevano propri emissari doganali e tributari, un proprio codice di leggi penali, economiche e finanziarie (conosciuti come "codici della Casa") e potevano contare solo su sé stessi per imporsi sui vicini più deboli. Solo una trentina di feudi, su circa 250, erano abbastanza potenti all'inizio del XVI secolo.
Sebbene lo Shogunato Ashikaga avesse ereditato la struttura politica e amministrativa dello Shogunato Kamakura, istituendo un governo di sovrani guerrieri in base agli stessi diritti e doveri sanciti dal codice Jōei nel 1232 e stabiliti dal potente clan Hōjō, esso non fu capace di guadagnarsi la fedeltà di gran parte dei daimyo, soprattutto di quelli più autonomi i cui domini erano molto lontani dalla capitale Kyōto; questi feudi, sebbene in passato non avessero goduto di grande potere, avevano ora iniziato ad esercitare una forte influenza politica e militare, tanto da minacciare la stabilità dello shogunato, chiamato anche Bakufu, e metterne in discussione l'autorità: il processo che portò a questo nuovo equilibrio di potere viene detto in giapponese gekokujō (下克上?), che letteralmente significa "i subordinati prevaricano i superiori".

## Storia del periodo Sengoku

Maggiori clan giapponesi nel 1570

### Le origini

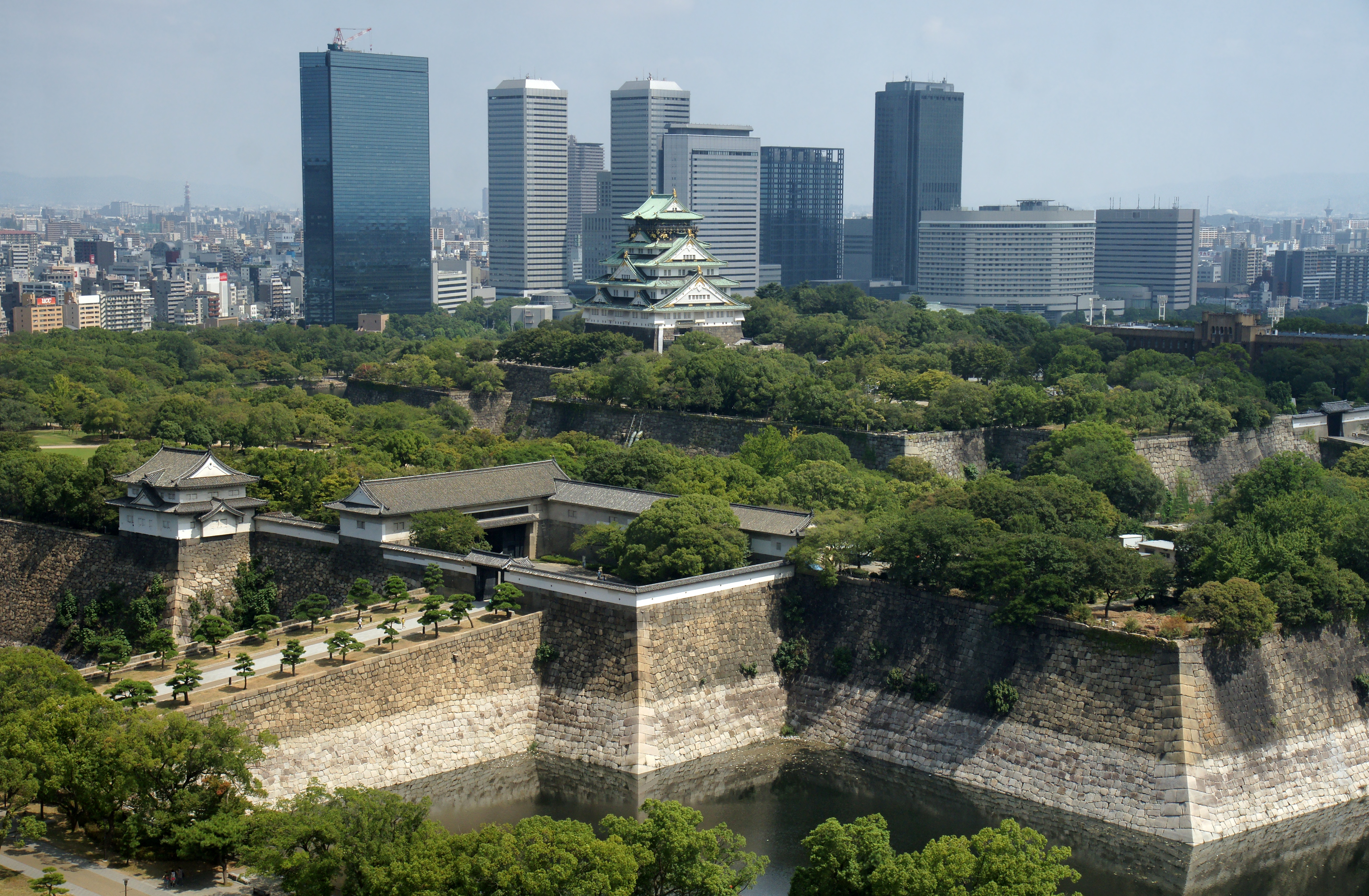
Castello di Ōsaka

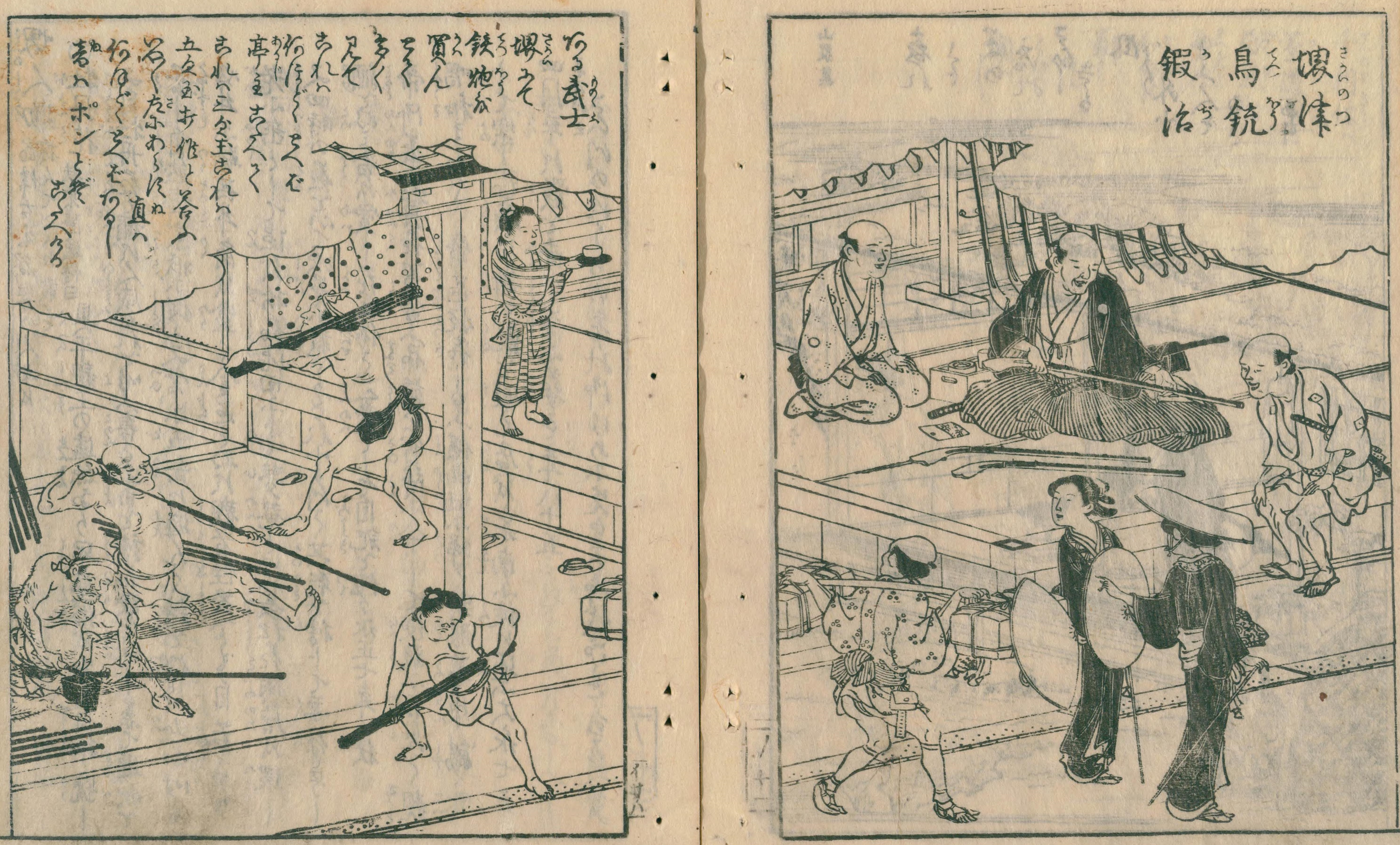
Fabbricante d'archibugi a Sakai, xilografia, tratto da Izumimeishouzue (和泉名所図会), Periodo Edo

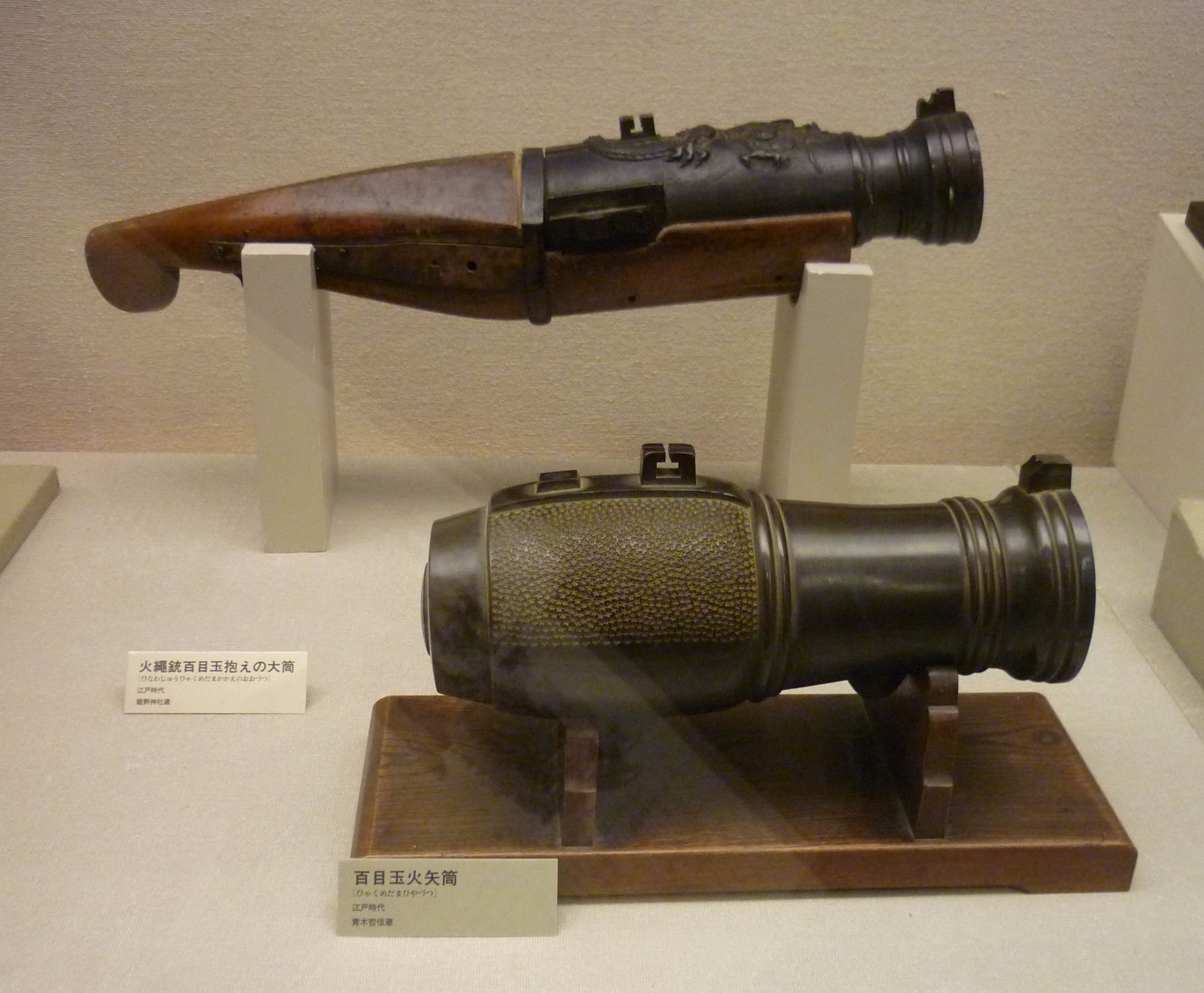
Ōzutsu (Grande pistola)

L'inizio dell'Era Sengoku si ebbe con lo scoppio della guerra di Onin (1467-1477) durante la quale le continue rivolte dei Daimyo assestarono duri colpi alle fondamenta del potere amministrativo del Giappone, fino allora detenuto dallo Shogunato Ashikaga. Ogni Daimyo fondò un proprio Stato, in guerra con tutti gli altri, armato con un proprio esercito, formato da migliaia di uomini, spesso contadini reclutati nei propri appezzamenti.
Le guerre sempre più cruente e devastatrici aumentavano nel corso degli anni, e alla fine del 1550 si arrivò ad avere un numero largamente ridotto dei daimyo ancora al potere, che passò da 300 a meno di 20.

### Le battaglie e il processo di unificazione
Tra le numerose battaglie combattute sono da menzionare quella tra il clan Takeda e quello Uesugi, quelle di Tokugawa Ieyasu, che unificò la parte est del Giappone e le guerre di Oda Nobunaga (1534 - 1582), sotto il cui controllo il Giappone ritrovò la via dell'unificazione parziale ma non certo senza spargimenti di sangue.
Con l'assassinio di Nobunaga, per mano di Akechi Mitsuhide, Ieyasu e Toyotomi Hideyoshi si spartirono le province, cosa che comportò, in seguito alla morte di Hideyoshi, l'inizio di una nuova guerra civile. Hideyoshi, che non poteva assumersi la guida totale del paese a causa delle proprie umili origini scelse per sé un appellativo meno altisonante ma di egual potere: "reggente dell'Imperatore" ossia kanpaku; intorno al 1590 Hideyoshi inizia le Campagne di Corea ufficialmente per ampliare l'impero ma in realtà con lo scopo di indebolire i propri avversari politici impegnandoli in una guerra all'estero. Inizialmente i samurai giapponesi ebbero la meglio ma quando la Cina iniziò ad impegnarsi nel conflitto il sogno di conquista svanì. Hideyoshi morì e fu formato il Consiglio dei Cinque Reggenti con lo scopo di consegnare l'impero all'erede di Hideyoshi quand'egli sarebbe diventato maggiorenne. Il Consiglio dei Reggenti era in sostanza un senato speciale composto da cinque daimyo, i più potenti, reciproci avversari che non sarebbero mai stati d'accordo tra di loro e che non si sarebbero lasciati manovrare da altri sia interni che esterni al consiglio. Hideyoshi aveva calcolato bene la nomina dei cinque rappresentanti ma ne aveva sottovalutato uno: Tokugawa Ieyasu. Dopo mille peripezie, intrighi e colpi di scena nel giro di due anni dalla morte di Hideyoshi il Giappone era nuovamente spaccato.

### Tokugawa Ieyasu e la fine del periodo Sengoku
I rappresentanti delle due fazioni contrapposte erano Tokugawa Ieyasu con circa ottantamila samurai e Ishida Mitsunari, anch'egli membro del Consiglio, con centodiecimila uomini a disposizione. Nella storica e famosa battaglia di Sekigahara del 1600 persero la vita circa quarantamila samurai, prevalentemente di Ishida, e Ieyasu trionfante, essendo la forza politica predominante in grado di esercitare la propria autorità e controllo sui daimyo, pose fine al periodo più sanguinoso della storia dell'Impero. La carica di Shogun venne "concessa" a Ieyasu dall'imperatore Go-Yōzei nel 1603 dando così vita allo shogunato Tokugawa. Il 1603 è anche la data in cui, convenzionalmente, si conclude il periodo Sengoku e inizia il periodo Edo. I Tokugawa amministreranno il Giappone fino alla seconda metà del XIX secolo.
Oda Nobunaga, Tokugawa Ieyasu e Toyotomi Hideyoshi, sono tra gli eroi più famosi del Giappone, conosciuti anche come i tre unificatori; in particolar modo Oda è passato alla storia per la sua incredibile abilità militare, per le sue aperture alle correnti occidentali (compreso il Cristianesimo), ma anche per la sua grande ferocia e mancanza di pietà.

## Battaglie principali
- Battaglia di Tachigawara (1504)
- Battaglia di Nyoigatake (1509)
- Battaglia di Nagamorihara (1510)
- Assedio di Arai (1516)
- Battaglia di Arita-Nakaide (1517)
- Tumulto Ningbo (1523)
- Battaglia di Katsugarawa (1527)
- Battaglia di Tatenawate (1530)
- Guerra di Kyoroku (1531)
- Battaglia di Daimotsu (1531)
- Assedio di Iimoriyama (1532)
- Assedio di Sakai (1532)
- Assedio di Yamashina Hoganji (1532)
- Battaglia di Un no Kuchi (1536)
- Battaglia di Sanbuichigahara (1536)
- Incidente Hanakura (1536)
- Assedio di Musashi-Matsuyama (1537)
- Battaglia di Kōnodai (1538)
- Assedio di Koriyama (1540-1541)
- Prima battaglia di Azukizaka (1542)
- Assedio del castello di Toda (1542-1543)
- Ribellione Utsuro (1542-1548)
- Battaglia/assedio di Kawagoe (1545-1546)
- Battaglia di Odaihara (1546)
- Seconda battaglia di Azukizaka (1548)
- Battaglia di Uedahara (1548)
- Assedio di Toishi (1550)
- Prima battaglia di Anegawa (1550)
- Battaglia di Kaizu (1552)
- Battaglie di Kawanakajima (1553-1555-1557-1561-1564)
- Battaglia di Miyajima (1555)
- Battaglia di Okehazama (1560)
- Seconda battaglia di Anegawa (1570)
- Assedio di Ishiyama Hongan-ji (1570-1580)
- Assedi di Nagashima (1571-1573-1574)
- Battaglia di Mikatagahara (1573)
- Battaglia di Nagashino (1575)
- Battaglia di Tedorigawa (1577)
- Sottomissione di Shikoku (1585)
- Campagna di Kyūshū (1586–1587)
- Assedio di Odawara (1590)
- Assedio di Fushimi (1600)
- Battaglia del castello Gifu (1600)
- Assedio di Ueda (1600)
- Battaglia di Sekigahara (1600)
- Assedio di Osaka (1615)

## Personaggi di rilievo

### Daimyo
- Oda Nobunaga
- Toyotomi Hideyoshi
- Tokugawa Ieyasu
- Azai Nagamasa
- Chōsokabe Motochika
- Date Masamune
- Hōjō Sōun
- Imagawa Yoshimoto
- Katō Kiyomasa
- Maeda Toshiie
- Miyoshi Nagayoshi
- Mōri Motonari
- Ōtomo Sōrin
- Saitō Dōsan
- Sanada Masayuki
- Shimazu Yoshihiro
- Takeda Shingen
- Uesugi Kenshin
- Ukita Hideie

### Altri personaggi rilevanti
- Kamiizumi Nobutsuna
- Akechi Mitsuhide
- Fukushima Masanori
- Fūma Kotarō
- Hattori Hanzō
- Hōjō Ujimasa
- Hōjō Ujiteru
- Hōjō Ujitsuna
- Hōjō Ujiyasu
- Honda Tadakatsu
- Ii Naomasa
- Ishida Mitsunari
- Ōtani Yoshitsugu
- Katō Kiyomasa
- Maeda Keiji
- Miyamoto Musashi
- Mori Ranmaru
- Naoe Kanetsugu
- Oda Nobutada
- Saika Magoichi
- Sanada Nobuyuki
- Sanada Yukimura
- Sasaki Kojirō
- Shibata Katsuie
- Shima Sakon
- Torii Mototada
- Nōhime
- Oichi
- Komatsuhime
- Chikurin-in
- Chōsokabe Morichika
- Kyoshiro Mizutawa

## Il periodo Sengoku nell'arte e nei media
Le vicende del periodo Sengoku sono state fonte di ispirazione per moltissimi artisti e letterati sia contemporanei che vissuti nei secoli successivi fino alle età moderna e contemporanea.
- Durante il periodo Sengoku sono stati ambientati alcuni celebri jidai-geki come I sette samurai, Kagemusha - L'ombra del guerriero e Ran del regista Akira Kurosawa.
- Le stesse vicende sono state d'ispirazione anche per molti autori di manga: è durante questa epoca che vengono ambientate le avventure narrate nei manga Inuyasha, Tenjo Tenge, Sengoku Basara, Brave 10, Keiji il magnifico ed altri.
- Lo studio di sviluppo videoludico The Creative Assembly ha ambientato due dei sette capitoli usciti ad oggi della saga Total War nel Giappone dell'epoca Sengoku, intitolati Shogun e Shogun 2
- In uno scenario del videogioco strategico a turni Civilization III Conquests ci si può immedesimare in uno dei tanti clan in lotta per il dominio sul Giappone.
- Il videogioco della From Software Sekiro: Shadows Die Twice è ambientato nel periodo Sengoku. Il videogiocatore si muove più precisamente nell'area occupata dal Clan Ashina.
- I videogiochi Nioh e Nioh 2 di Team Ninja sono ambientati nel periodo Sengoku.